# Андреа Меса
Альма Андреа Меса Кармона (ісп. Alma Andrea Meza Carmona; 13 серпня 1994), відоміша як Андреа Меса — мексиканська модель та королева краси, володарка титулу «Міс Всесвіт 2020», постала третьою мексиканкою, яка отримала цю нагороду.

## Біографія
Андреа Меса народилася 13 серпня 1994 року в місті Чіуауа. Випускниця Автономного університету Чіуауа за спеціальністю інженера програмного забезпечення. Вона живе в Нью-Йорку, де працює моделлю, а також є амбасадоркою кампанії Ah Chihuahua, завданням якого є просування іміджу штату по всій Мексиці.

## Конкурси краси
24 серпня 2016 року відбувся фінал конкурсу « Міс Чіуауа 2016» в урядовому палаці міста Чіуау де Андреа Меса стала переможницею.
14 жовтня 2016 року в місті Морелія (штат Мічоакан) відбувся фінал «Міс Мексика», де було оголошено дві переможниці; Ана Жиро як Міс Мексика 2016 та Андреа Меса як Міс Мексика 2017.
18 листопада 2017 року у китайському місті Санья відбувся фінал конкурсу «Міс Світу 2017», де за титул боролися кандидати з більш ніж 100 країн. Андреа отримала позицію першої призерки та титул Міс Світу Америка .
12 січня 2020 року Андреа Меса була оголошена переможницею конкурсу Mexicana Universal Chihuahua 2019.
29 листопада 2020 року вона представляла штат Чіуауа на конкурсу Mexicana Universal 2020, де вона отримала корону, ставши наступницею Софії Арагон.
Меса представляла Мексику на конкурсі «Міс Всесвіт 2020». Фінал конкурсу відбувся 16 травня 2021 року в готелі Seminole Hard Rock Hotel & Casino Hollywood у Голлівуді (штат Флорида). Меса стала найкращою серед 74 конкурсантів, ставши третьою мексиканкою, яка принесла корону конкурсу у свою країну після Лупіти Джонс та Хімени Наваррете.

## Особисте життя
Меса — мережева інженерка. З середини 2021 року була у стосунках з 32-річним Раяном Антоніо, уродженцем Міссурі.